# 康拉德 (名字)
康拉德（Conrad）是一个男性名字和姓氏。

## 起源与含义
它起源于原始日耳曼語名字Konrad，来自词语conja 意思是“勇敢”与 rad“劝告”之意。它是10世纪康斯坦斯主教的名字，随后在后中古英语和后中古法语中流行起来，在19世纪的英语世界也持续受到欢迎。康拉德作为姓氏最早记录是在1297年。
现存在超过一百多种的姓氏变体：
- 奥地利、德国与瑞士:  Konrad, Kohrt, Kordt, Kunrad, Kuhndert, Kuhnt, and Kurth
- 荷兰: Coen, Coenraad, Koen（raad）
- 南非: Conradie （南非语）
- 瑞典: Konrad
- 爱尔兰: Ó Conradh （在爱尔兰语中， conradh也有“联盟”之意）
- 波兰: Konrad
- 捷克斯洛伐克: Konrád
- 俄罗斯: Kondrat
- 意大利: Corrado, Corradi, Cunradi （托斯卡纳）
- 匈牙利: Konrád
- 西班牙语、葡萄牙语: Conrado
- 指小:  Kienzle, Kuhn, Kunc, Kunz, Kuntz, Kunzel, Zunzelman
- 父名: Kurten, Coners, Conerding, Conradsen, Coenraets, and Kondratovich

## 人物

### 首名
- Conrad, 1108年-1126年坎特伯雷的基督教堂领导
- Conrad Aiken （1889–1973），美国作家
- Conrad Anker （1962-），美国登山者
- Conrad Bain （1923-2013），加拿大裔美国演员
- Conrad Black （1944- ），加拿大报纸出版商与作家
- Conrad Buff （1948-），美国电影剪辑家
- Conrad Burns （1935-），美国政客
- Conrad Coleby （1979- ），澳大利亚演员
- Conrad K. Cyr （1931- ），美国法官
- Conrad Dobler （1950- ），美国橄榄球运动员
- Conrad Felixmüller （1897–1977），德国画家
- Conrad of Gelnhausen （1320–1390），德国神学家
- 康拉德·格斯纳 （1516–1565），瑞典博物学家、目录学家
- 康拉德·霍爾 （1926–2003），美国电影制作师
- 康拉德·希尔顿 （1887–1979），美国酒店开创者
- Conrad Hilton Jr. （1926–1969），美国社交名流
- Conrad Hubbard, 美国游戏设计师和作家
- Conrad N. Jordan （1830–1903），美国银行家
- Conrad Keely （1972- ），美国歌手
- Conrad Leinemann （1971- ），加拿大沙滩排球运动员
- Conrad Longmire （1921-2010），美国理论物理学家
- 康拉德·马尔特·布戎（1755–1826），出生于丹麦的法国地理学家
- Conrad Marais （1989- ），纳米比亚橄榄球联盟运动员
- Conrad Murray （1953- ），格林纳达籍医师，被判过失杀害了迈克尔·杰克逊。
- Conrad Nagel （1897–1970），美国演员
- Conrad Nightingale （1945- ），美国马术运动员
- Conrad Phillips （1925–2016），英国演员
- 柯纳德·里嘉摩拉, 美国演员和歌手
- Conrad Richter （1890–1968），美国小说家
- Conrad Ross, 乌拉圭足球运动员和经纪人
- 康拉德·史密斯 （1981- ），新西兰橄榄球运动员
- Conrad Stoltz （1973- ），南非三项全能选手
- 康拉德·维德（1893–1943），德国演员

### 皇室
- 康拉德一世 （890–918）
- Conrad the Red （922-955）
- 康拉德二世 (神圣罗马帝国)（990-1039）
- 康拉德三世 (德意志) （1093–1152）
- 康拉德四世 （1228–1254）
- 康拉丁 （1252–1268）
- 康拉德一世 (巴伐利亚)（1020–1055）
- 康拉德二世 (巴伐利亚) （1052–1055）
- Conrad of Burgundy （925-993）
- Conrad I, Duke of Carinthia （975-1011）
- Conrad II, Duke of Carinthia （1003–1039）
- 康拉德一世 （卢森堡） （1040–1086）
- 康拉德二世 （卢森堡） （died 1136）
- 康拉德二世 （意大利） （1074–1101）
- Conrad of Montferrat （1140s-1192）
- Conrad I, Burgrave of Nuremberg （1186–1261）
- 康拉德一世 （士瓦本）（卒于 997）
- 康拉德二世 （士瓦本）（1173–1196）

### 圣人
- Saint Conrad of Constance （900–975）
- Saint Conrad of Parzham （1818–1894）
- Saint Conrad of Piacenza （1290–1351）
- Blessed Conrad of Offida （1241–1306）
- Blessed Conrad of Mondsee （卒于1145）
- Blessed Conrad of Ottobeuren （卒于1227）